# ゴールズワージー・ロウズ・ディキンソン
ゴールズワージー・ロウズ・ディキンソン (Goldsworthy Lowes Dickinson, 1862年8月6日 - 1932年8月3日) はゴールディとして知られる、イギリスの政治学者、哲学者。彼は生涯のほとんどをケンブリッジ大学で過ごし、そこでフェローとなる前に新プラトン主義に関する論文を書いた。彼はブルームズベリ―・グループと密接な関係にあった。
ディキンソンは第一次世界大戦にイギリスが参戦したことに強い危機感を抱いていた。戦争が始まって2週間以内に彼は国際連盟の構想を練り上げ、その後の彼の論考は連盟創設に向けた世論形成に役立った。国際関係論の分野でディキンソンは、国際システムが国際的「アナーキー」であるという概念を広めたことで有名である。

## 生涯

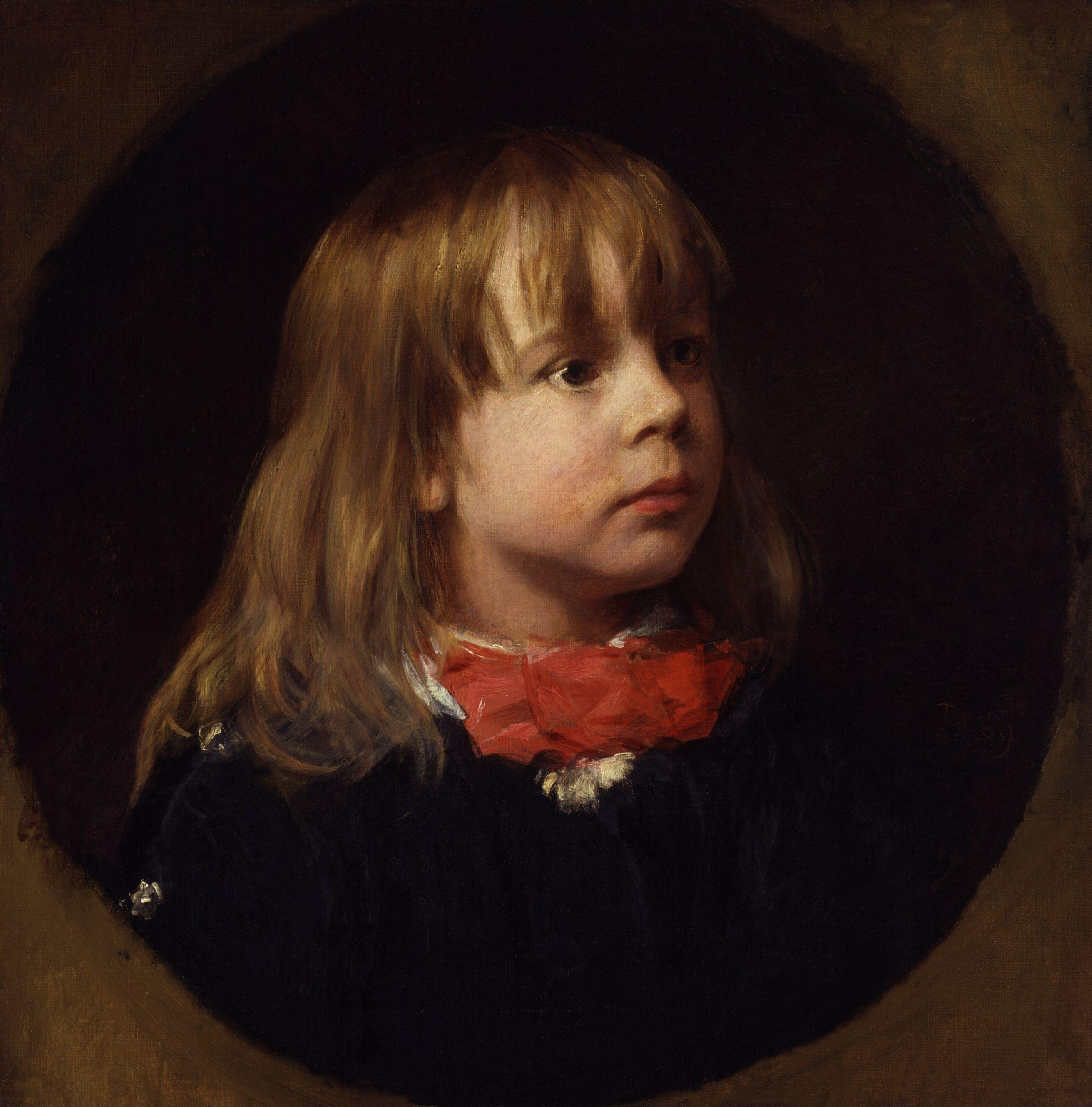
父親の描いた1869年のディキンソン

### 青少年時代
ディキンソンはロンドンで、肖像画家ロウズ・カトー・ディキンソン (1819-1908) の息子として生まれた。母親はマーガレット・エレン・ウィリアムズで、彼女はスミス・エルダー・アンド・カンパニー社の文学顧問でシャーロット・ブロンテを見出したウィリアム・スミス・ウィリアムズの娘だった。ディキンソンが１歳になるころ、一家は郊外のハンウェルにある家に引っ越した。家族には３歳年上の兄アーサー、姉のメイ、妹のへスターとジャネットがいた。
彼は10歳か11歳のころには地元の学校へ通ったが、12歳になるとチャートシーにある全寮制の寄宿学校へはいった。14歳から19歳までは兄のアーサーが先に入っていた、ゴダルマイングにあるチャーターハウス・スクールに入学した。彼は俳優がやってきて演じた劇を観劇したり学校オーケストラでヴァイオリンを弾いたりしたが、学校生活は憂鬱だった。在学中に家族はハンウェルからロンドンのオールソウルズ教会の裏手に引っ越した。 
1881年にディキンソンは、兄のアーサーがやはり先に入っていたケンブリッジ大学キングス・カレッジに奨学生として入学した。1年次の終わりごろ彼は母親が気管支喘息で亡くなったという電報を受け取った。大学ではチューターのオスカー・ブラウニングの影響を強く受け、また学部の同級生チャールズ・ロバート・アシュビーと親しくなった。ディキンソンは1884年にジロラモ・サヴォナローラを題材にした詩で学長賞を受賞し、その夏に古典学コースの最優秀学位を取得して卒業した。
オランダとドイツを旅行した後、ディキンソンはその年の終わりにケンブリッジに戻り、ケンブリッジ使徒会として知られるケンブリッジ社交クラブの会員に選ばれた。1、2年後にはロジャー・フライ、ジョン・マクタガート、そしてナタニエル・ウェッドが参加しているサークルのメンバーになった。

### 業績

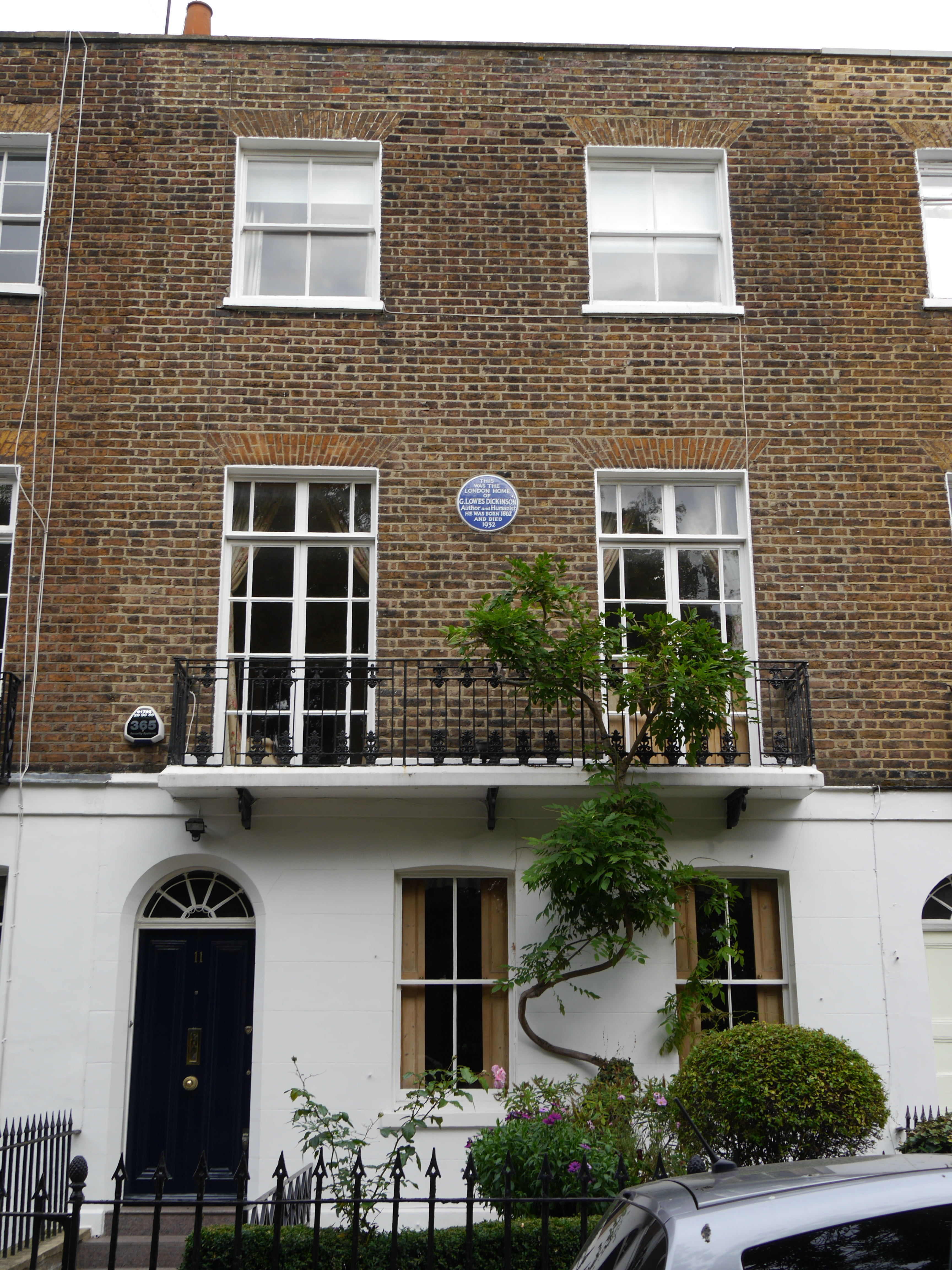
11 Edwardes Square, London W8, ディキンソンのロンドンの家

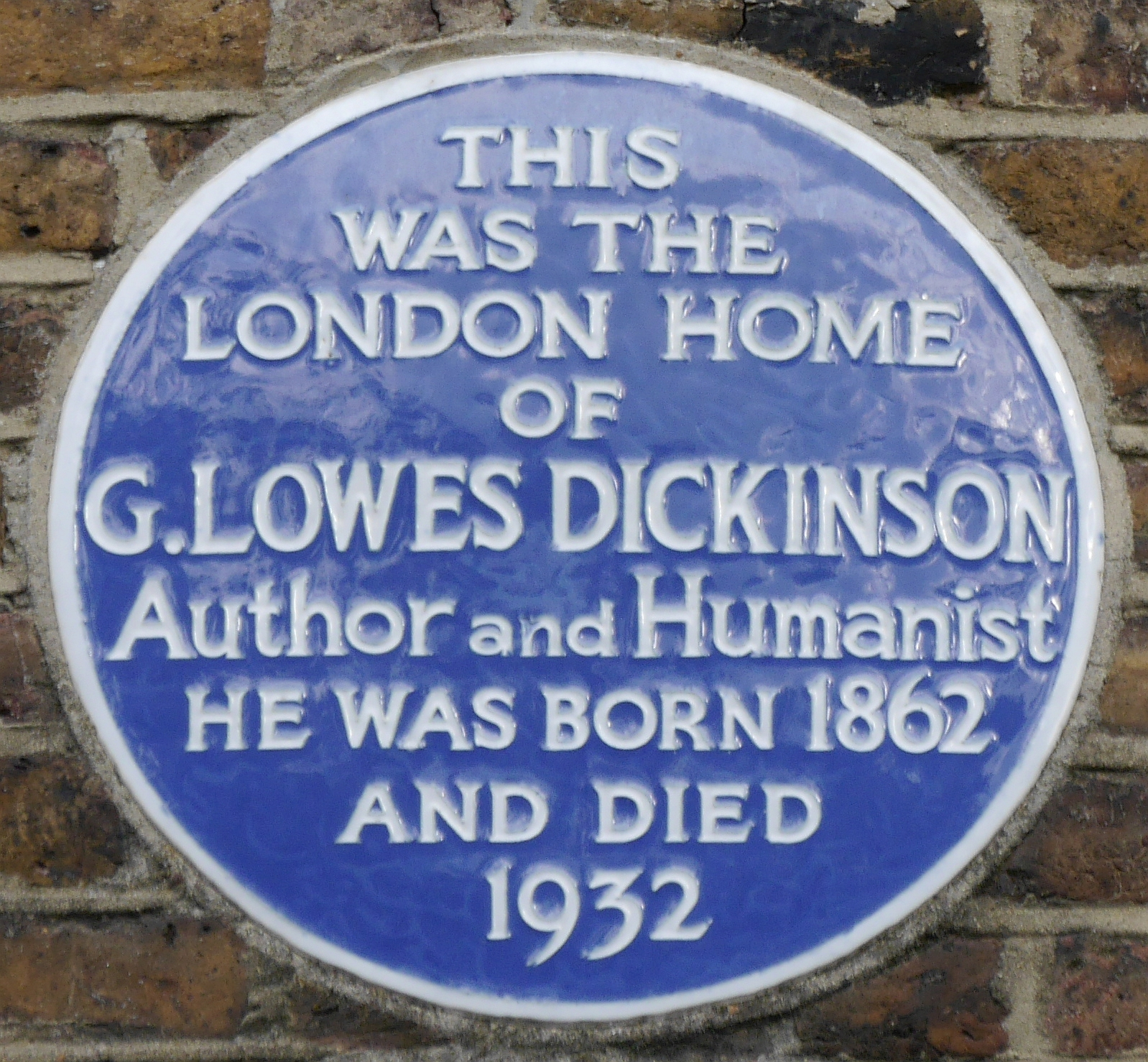
ブルー・ブラーク (史跡案内板)

1885年の夏、彼はサリー州ファーナム近くのティルフォード村にある協同組合農場のクレイグ農場で働いた。農場はシンプルな生活の実験としてハロルド・コックスが開いたものだった。ディキンソンは鍬入れ、掘り起こし、耕筰に習熟した。その秋と続く1886年の春に、ディキンソンは大学公開講座に参加し、トーマス・カーライル、ラルフ・ワルド・エマーソン、ロバート・ブラウニング、そしてアルフレッド・テニスンに関する公開講座で講義した。彼は国内を旅行し、1学期はマンスフィールドで、次の学期はチェスターとサウスポートで過ごした。そのほか短期間ウェールズでも過ごした。
父親から経済的援助を受け、ディキンソンは1886年10月からケンブリッジ大学で医学の勉強を始めた。しかし彼はこの新しい分野に失望し、まもなく辞めることを決めたが、1887年と1888年の学位試験には合格した。最終的に彼は医学に興味が持てなかったのである。
1887年3月にプロティノスに関する論文で、彼はキングス・カレッジのフェロー選考試験に通ることができた。ロジャー・フライがケンブリッジで過ごした最後の年 (1887-1888)、同性愛者のディキンソンは彼との恋に落ちた。初期の熱烈な関係 (ディキンソンの伝記によるとそれは異性愛者フライとの性的関係は含んでいない) の後、二人は長期間にわたる友情で結ばれた。フライを通じてディキンソンは、まもなくジョン・マクタガートおよびF.C.S. シラーと知り合った。
ディキンソンはケンブリッジに居を構えたが、大学公開講座での講義は続け、ニューカッスル、レスター、そしてノッリッジを旅行した。彼のキングス・カレッジでの歴史学者としての研究職は、1896年に恒久的なものに更新された。その年に彼の著書『ギリシャ人の人生観 (The Greek View of Life)』が出版された。彼は後にソクラテスの伝統に則った対話集を著している。
ディキンソンは典型的なケンブリッジの教授のような没個性的生活は送らなかった。G・K・チェスタトンは同時代の思想家について1905年に著した『Heretics』(邦訳『異端者の群れ』) の中で、第12章を「異教思想とロウズ・ディキンソン氏」に当てている。そこでチェスタトンは次のように書いている。
ロウズ・ディキンソン氏は、この分野での現代の作家のうち最も豊穣で挑発的であり、異教思想がアナーキーであるという古い過ちに陥るにはあまりに堅実な人物である。単なる食欲とエゴイズムを理想とするヘレニズムへの熱狂を利用するためには、多くの哲学について知る必要はなく、ギリシャ語を少し知ればよい。ロウズ・ディキンソン氏は哲学について造詣が深く、またギリシャ語も堪能である。彼の間違いは、間違いがあるとすればだが、それは粗野な快楽主義者の間違いではない。しかし道徳の理想の問題で、キリスト教と異教思想との間に示された対比についての彼の主張は、『Independent Review』誌に寄稿した「How Long Halt Ye?」という記事で彼は丁寧に説いているが、深い種類の間違いを含んでいると私は思う。
ディキンソンは1886年から1920年に引退するまで政治学を講義し、1893年から1896年までは大学図書館員でもあった。彼は経済学と政治学のトライポス制度の確立に尽力し、大学で政治学を講じた。15年間に渡り彼はロンドン・スクール・オブ・エコノミクスでも講義した。
1897年に彼は初めてギリシャを旅行したが、同行者はナタニエル・ウェッド、ロビン・メイヤー、そしてA.M. ダニエルであった。
彼は心霊現象研究協会に1890年に参加し、1904年から1920年まで同会の理事を務めた。
1903年に『Independent Review』誌の創刊に協力した。編集者はエドワード・ジェンクスで、編集委員はディキンソン、F.W. ハースト、チャールズ・マスターマン、ジョージ・マコーリー・トレヴェリアン、そしてナタニエル・ウェッドであった。フライが表紙をデザインした。何年にもわたってディキンソンは多くの記事を寄稿し、それらのいくつかは後に『Religion: A Criticism and a Forecast』(1905年)、『Religion and Immortality』(1911年) に再録された。

### 第一次世界大戦とその後
第一次世界大戦が始まって2週間以内に、ディキンソンは「国際連盟」の構想を書き、ウィロビー・ディキンソン卿とジェームズ・ブライス卿とともに国際連盟を支える思想を練り上げ、ブライス・グループとして知られる国際平和主義者のグループ創設で主導的役割を果たした。この組織は結局は国際連盟連合の核心となった。パンフレット「After the War」(1925年)の中で彼は、「平和連合」は本質的に仲裁と調停を目的とする組織である、と書いている。彼は20世紀初頭の秘密外交が戦争を導いたと感じ、それ故に「戦争の回避は、外交政策の問題が知らされ世論に支持されて初めて可能になる、と信じている」と書くことができたのである。ディキンソンは彼のアイデアを膨大な本とパンフレットで広報し、その中には彼の著書『The International anarchy』があった。彼はまた1915年にデン・ハーグで開かれた平和主義者会議に参加し、1916年には国際連盟の設立を訴えるアメリカ合衆国の講演旅行に出発した。
1920年代にディキンソンは英国労働党に入党し、党の国際問題諮問委員会の委員に任命された。1929年に英国放送協会 (BBC) のトーク部門は「Points of View」と題した講義シリーズに彼を招き、彼は最初と最後の講義を受け持った。彼はそのほかにもBBCのいくつかのシリーズで、ゲーテやプラトンを含む様々なテーマで語った。

### 死と遺産
1932年に前立腺の手術をしたディキンソンは、回復したようにみえたが、8月3日に亡くなった。追悼式はケンブリッジのキングス・カレッジ・チャペルと、ロンドンで行われた。
親友のE・M・フォースターは、ディキンソンの著作に影響を受けており、ディキンソンの遺著管理者となることを承諾した。ディキンソンの姉妹はフォスターに兄の伝記を書くように依頼し、それは『Goldsworthy Lowes Dickinson』として1934年に出版された。フォースターはディキンソンの足フェティシズムや若い男性への片思いを含む性癖の詳細を書くことを控えたので、批判された。
フォースターは、自分の小説『ハワーズ・エンド』の中心人物であるマーガレットとヘレン・シュレーゲル姉妹について、ディキンソン姉妹からインスピレーションを得たと、『The Art of Fiction』の中で述べている。

## 日本人の教え子
1930年から1931年までキングス・カレッジに留学していた英文学者吉田健一は、師事していたディキンソンのことを『交遊録』に詳しく記している。それによるとディキンソンはキングス・カレッジのフェローとして、カレッジ内のギッブス・ビルディングに住居と研究室を持っていた。丁度アーサー・ウェイリーによる『源氏物語』の英訳が出始め、ディキンソンのような知識人の間に日本は文明国であるという認識が広まった時期であった。ディキンソンは座談によって弟子を薫陶するという、プラトン風の教育、方法を実践していた。吉田はディキンソンの部屋を何度も訪れ昼食やお茶を共にし、その人柄や学者としての立ち位置などについて観察している。ディキンソンは以前に中国を訪れ、その見聞を記した小冊子を吉田に贈った。日本に戻った吉田とは手紙を交わし、1931年の満州事変がディキンソンにとって打撃だったことを、手紙の調子から吉田は読み取っている。

## 著作
- Revolution and Reaction in Modern France, 1892年[20]
- The Development of Parliament during the Nineteenth Century, 1895年[21]
- The Greek View of Life, 1896年, 1909年[22]
- Letters from John Chinaman and Other Essays, 1901年
- The Meaning of Good: A Dialogue, 1901年
- Letters from a Chinese Official; Being an Eastern View of Western Civilization, 1903年 (匿名出版)
- Religion. A Criticism and a Forecast, 1905年
- A Modern Symposium, 1905年
- From King To King, 1907年
- Justice and Liberty: A Political Dialogue, 1908年
- Is Immortality Desirable?, 1909年
- Religion and Immortality, 1911年
- An Essay on the Civilisations of India, China & Japan, 1914年
- Appearances; Being Notes of Travel, 1914年
- After the War, 1915年
- The European Anarchy, 1916年
- The Choice Before Us, 1917年
- Causes of International War, 1920年
- The Magic Flute: A Fantasia, 1920年
- War: Its Nature, Cause and Cure, 1923年
- The International Anarchy, 1904–1918年, 1926年
- After Two Thousand Years: A Dialogue between Plato and a Modern Young Man, 1930年
- Plato and His Dialogues, 1931年
- J. McT. E. McTaggart, 1931年, 'With chapters by ベイジル・ウィリアムズ & スタンリー・ビクター・キーリング（英語版）' (Cambridge)
- The Contribution of Ancient Greece to Modern Life, 1932年

没後:
- The Autobiography of G. Lowes Dickinson: and other unpublished writings, 1973年, edited by Dennis Proctor, published by Duckworth, 287 pages, ISBN 0-7156-0647-6 (hardcover)[23]